# Hechtgebiss

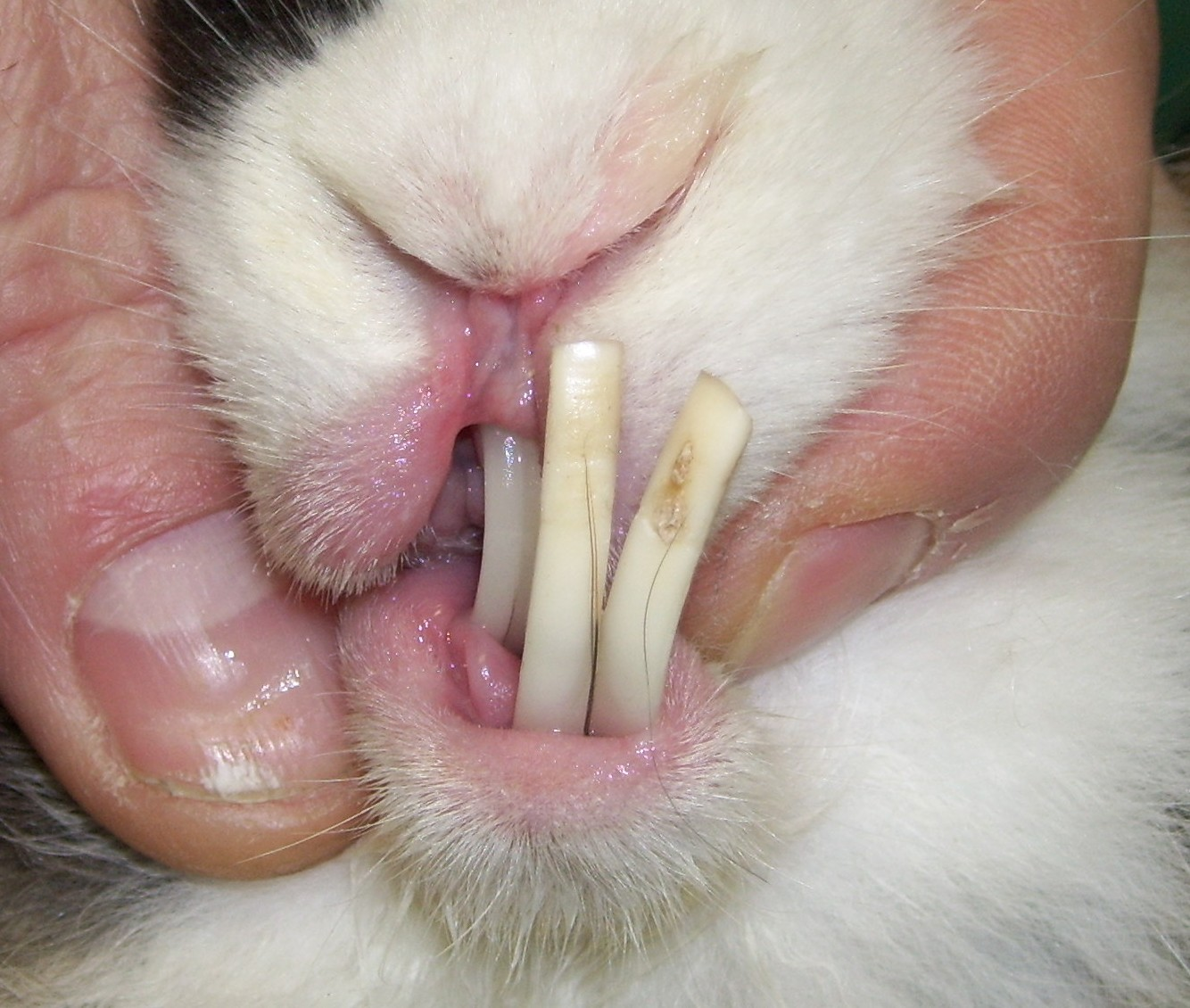
Abnorm verlängerte Schneidezähne bei einem Zwergkaninchen mit Hechtgebiss.

Der Begriff Hechtgebiss beschreibt einen über den Oberkiefer hinaus vorstehenden Unterkiefer. Synonym verwendet werden die Begriffe Brachygnathia superior beziehungsweise Prognathia inferior.
Infolge des für Hasenartige und Nagetiere typischen ständigen Nachwachsens der Nagezähne kann das Vorhandensein eines Hechtgebisses schwere Folgeerkrankungen auslösen.

## Entstehung

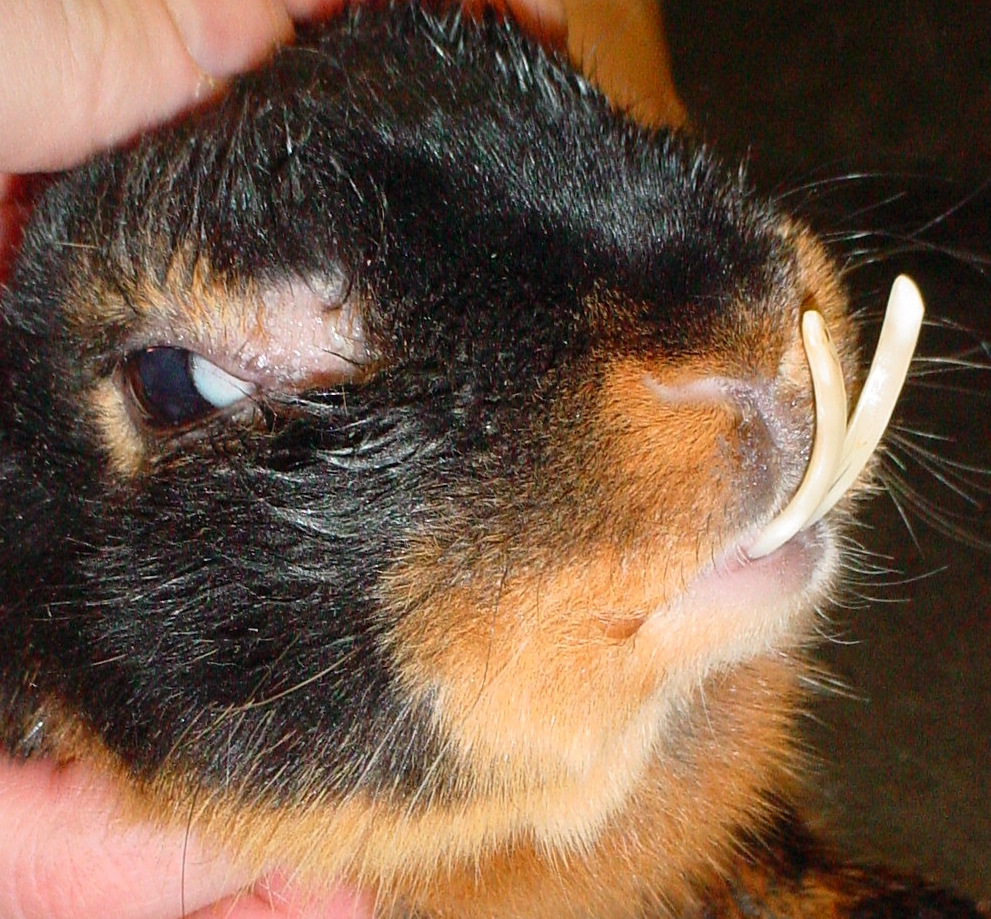
Durch ein Hechtgebiss beim Kaninchen verursachte Verlängerung der unteren Schneidezähne

Es gibt zwei Ursachen für die Entstehung eines Hechtgebisses: die primäre und die sekundäre Malokklusion. Von einer Malokklusion spricht man, wenn die Kontaktpunkte (Okklusion) der Ober- mit den Unterkieferzähne nicht mehr mit den natürlichen Verhältnissen übereinstimmen. Die primäre oder angeborene Malokklusion kommt insbesondere bei Zwergkaninchen vor. Neben der unbestreitbaren genetischen Veranlagung für diese Störung werden auch Einflüsse der Domestikation eine Rolle zugeschrieben. Eine Theorie geht davon aus, dass in Gefangenschaft infolge der geringeren zum Überleben notwendigen Intelligenz der Tiere das Hirnvolumen abnimmt. Ein kleineres Hirnvolumen erfordert einen kleineren Schädel. Während dieser zuchtbedingt also schrumpft, bleiben die Dimensionen des Unterkiefers weitgehend unverändert, wodurch er letztlich nach vorn über den Gesichtsschädel hinauswächst. 
Alle Zähne bei Kaninchen, Meerschweinchen und Chinchilla sowie die Nagezähne der Nagetiere gehören zu den sogenannten wurzellosen Zähnen. Wurzellose Zähne wachsen zeitlebens. Damit diese Zähne nicht überlang werden, benötigt jeder Zahn einen Gegenpart (Antagonist), an dem er sich abreiben kann. Bei einem Hechtgebiss ist dies nicht mehr der Fall, so dass häufig ein ungehindertes Längenwachstum der Schneidezähne eintritt. Am häufigsten entstehen Gebissveränderungen bei Kaninchen jedoch durch nicht artgerechte Fütterung. Wenn sich die ständig nachwachsenden Zähne durch Verfütterung von zu energiereichem Futter (Buntfutter, Körnerfutter) zu wenig abnutzen, kommt es zu mangelnder Abreibung und Gebissveränderungen mit Malokklusion. Dies führt zunächst im Bereich der Backenzähne zu einer Verlängerung der Zahnkronen, welche sekundär zu einem Fehlwachstum der Schneidezähne führt.

## Folgeerkrankungen
Ab einer bestimmten Länge der Zähne wird die Nahrungsaufnahme der Tiere mechanisch behindert. Neben Abmagerung infolge ungenügender Nährstoffaufnahme wird der auf ständige Futterzufuhr angewiesene Verdauungstrakt häufig durch Folgeerkrankungen (Dysbakterie, Kokzidiose) nachhaltig geschädigt. In die Maulschleimhaut einspießende Zahnspitzen reduzieren die Nahrungsaufnahme durch die verursachten Schmerzen ebenfalls. Daneben können sich Infektionen im Maulbereich festsetzen, die insbesondere bei Kaninchen zu einer Vereiterung der Zahnfächer und des Unterkiefers führen können.

## Prophylaxe
Kaninchen sind Grasfresser und von Natur aus auf das Kauen und die Verwertung faserreicher Pflanzen ausgerichtet. Kraftfutter werden nur zur Mast eingesetzt; das Kaninchen benötigt keine energiereichen (kohlenhydratreichen) Futtermittel, weil diese die richtige Verdauung (Überwucherung des Darms mit Hefepilzen, Darmmykose) stören, was zu Durchfall führen kann.
Neben dem dauernden Anbieten faserreicher Nahrung (Heu), welches intensives Kauen nötig macht und somit den Zahnabrieb fördert, sollten die Zähne aller Kaninchen und Nager regelmäßig tierärztlich kontrolliert werden. Die häufig empfohlenen Kürzungen können das Problem bei nicht fachgerechter Ausführung noch verschlimmern. Die Kürzung überlanger Zähne ist eine Beseitigung der Symptome und keine ursachenorientierte Behandlung. Bei Zahnüberwachstum ist immer eine radikale Fütterungskorrektur und regelmäßige tierärztliche Kontrolle notwendig.

## Korrektur

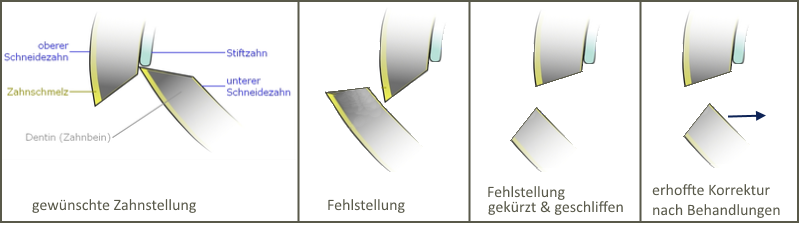
Korrekturmöglichkeit eines Hechtgebisses beim Kaninchen

Bei nur leichtem Zahnüberwachstum kann durch ein spezielles Anschleifen nach dem Kürzen der Zähne über längere Zeit eine Korrektur erreicht werden. Dabei ist ebenfalls auf eine Korrektur der meist bestehenden Backenzahnverlängerungen zu achten. Allerdings lassen sich damit nur sekundäre Okklusionsstörungen in einem sehr frühen Stadium behandeln.
Bei einem ausgeprägten primär oder sekundärem Hechtgebiss sind die Schneidezähne funktionslos, können also nicht mehr ihre Aufgabe wahrnehmen. Hier ist eine Extraktion anzuraten, bei einer Lockerung, Verdrehung oder Vereiterung ist sie zwingend erforderlich. Das regelmäßige Kürzen der Schneidezähne mit einer Diamantscheibe wird wegen der Verletzungsgefahr der Zahnhöhle und damit ihrer Entzündung ebenfalls nicht mehr empfohlen. Das Kürzen mit einer Zange ist wegen der unweigerlich auftretenden Zahnfrakturen ein Behandlungsfehler.